# Cultura Cerny
La cultura Cerny o grup Cerny és una cultura arqueològica del Neolític mitjà I. Es va estendre per gran part del nord de França i més concretament a la conca de París (segona meitat del V mil·lenni aC). Va desaparèixer progressivament a favor de la cultura Chasséen al Neolític mitjà II. Deu el seu nom al jaciment del "Parc aux Bœufs" de Cerny-sur-l'Essonne, al departament d'Essonne, a partir del qual se'n feu la tipificació. S'estén especialment per la conca de París on hi succeeix la cultura Villeneuve-Saint-Germain. L'antiga fàcies de la cultura Cerny s'anomena Cerny-Videlles.
Aquest grup cultural es caracteritza per la construcció de recintes (campaments neolítics) i necròpolis monumentals, per la cria de bestiar (boví) i també per la seva producció ceràmica (tests de forma rodona, decorats amb pinta i punxó, i amb motius solars).
Els llargs túmuls de la cultura de Cerny són les primeres manifestacions de les estructures funeràries monumentals anomenades megàlits, que es desenvoluparan al llarg de la costa atlàntica a partir d'aquell moment.

## Jaciments destacats
- Parc aux Bœufs, Cerny-sur-l'Essonne, Essonne
- L'Étoile Neolithic Camp,[3] L'Étoile, Somme, especialment destacat per Roger Agache a Aerial archaeology, 1971[4]
- Maran Neolithic Camp, Châtenay-sur-Seine, Sena i Marne
- Haut-des-Nachères Neolithic Camp, Noyen-sur-Seine, Sena i Marne
- Le Gours aux Lions, Marolles-sur-Seine, Sena i Marne
- Réaudins Enclosure i Necròpolis de Balloy, Sena i Marne, a la confluència del riu Yonne i el Sena.[5]
- Barbuise-Courtavant Camp, Barbuise, Aube
- La Sabliere Necropolis, Passy-Richebourg, Yonne.[6]
- Escolives-Sainte-Camille, Yonne
- Les Sablons, Gron, Yonne.[7]
- Noue Fenard, Vignely, Sena i Marne
- Porte aux Bergers, Vignely, Sena i Marne
- Orville Necropolis, Orville, Loiret, (Cerny-Videlles)
- Site des Roches, Videlles, Essonne (Cerny-Videlles)
- Buno-Bonnevaux Necropolis, Buno-Bonnevaux, Essonne